# 히가시나루세촌
히가시나루세촌(일본어: 東成瀬村)은 일본 아키타현 남동단에 있는 오가치군의 촌이다.
지역은 크게 나누어 다고나이 지구, 이와이카와 지구, 쓰바키가와 지구로 나뉜다. 촌사무소는 다고나이 지구에 있다.

## 역사
- 1889년 4월 1일 - 다고나이촌, 이와이가와촌, 쓰바키가와촌이 합병해 히가시나루세촌이 탄생하였다.

## 경제
2000년 기준 취업인구는 1,664명이다. 이 중 1차 산업은 290명(17.4%), 2차 산업은 723명(43.4%), 3차 산업은 651명(39.1%)이다. 2004년 11월 30일 기준 산업별 종업원수로 보면 가장 많은 것은 서비스업으로 302명이다. 그 밖에 건설업 155명, 제조업 141명, 도매·소매업, 음식점 99명 순서이다.

## 인구
- 1876년의 기록상 호수의 합계는 528채, 인구3,001명이었다. 이후 호수와 인구의 변천은 1923년엔 697채 4,596명, 1933년에는 750채 5,222명이며, 전쟁 전에는 증가하고 있었다.
- 1947년의 6,220명을 정점으로 해마다 감소해 2021년 3월 말 기준 2,428명으로 정점의 40%까지 감소했다.
- 1970년에는 과소 지역으로 지정되었다.
- 2019년 1월 1일 기준 주민기본대장 인구는 2,504명이다.

|                                                    | |
| 히가시나루세촌의 전국의 연령별 인구 분포（2005년） | 히가시나루세촌의 연령·남녀별 인구 분포（2005년）                                                                       |
| ■자주색 ― 히가시나루세촌 ■녹색 ― 일본전국          | ■파랑색 ― 남자 ■빨간색 ― 여자                                                                                          |
| · 히가시나루세촌（에 해당되는 지역）의 인구추이    | |
| 일본 총무성 통계국 국세조사 결과                   | |
|                                                    | 기술적 문제로 인해 그래프를 일시적으로 사용할 수 없습니다. 파브리케이터와 미디어위키 위키에 더 자세한 정보가 있습니다. |

## 교통

### 도로
- 국도 342호선(일본어판)
- 국도 397호선